# Ezetimib
Ezetimibul este un medicament hipolipemiant, fiind utilizat în tratamentul anumitor tipuri de dislipidemii. Calea de administrare disponibilă este cea orală.
Molecula a fost aprobată pentru uz medical în Statele Unite în anul 2002.

## Utilizări medicale
Ezetimib este utilizat în asociere cu un inhibitor de HMG-CoA reductază (cu o statină) ca tratament asociat dietei, la pacienții cu hipercolesterolemie primară. Utilizat în monoterapie, eficiența sa pare a fi mai scăzută. Așadar, în monoterapie se utilizează doar ca adjuvant dietei la acești pacienți, dar care nu tolerează statinele.
Mai este utilizat în:
- hipercolesterolemie familială homozigotă
- prevenția evenimentelor cardiovasculare

## Reacții adverse
Principalele efecte adverse asociate tratamentului cu ezetimib sunt: infecții de tract respirator superior, artralgii, diaree și oboseală. Evenimente mai severe posibile sunt: anafilaxie, hepatotoxicitate, depresie și probleme musculare. Siguranța în timpul sarcinii și alăptării este neclară.

## Farmacologie
Ezetimibul inhibă absorbția intestinală a colesterolului și a altor steroli, scăzând disponibilul de colesterol pentru hepatocite, ceea ce induce creșterea absorbției acestuia din sânge, cu scăderea nivelelor circulante. Blochează mai exact proteina NPC1L1 (Niemann-Pick C1-Like) din celulele epiteliale intestinale și din hepatocite, aceasta fiind responsabilă de preluarea colesterolului.